# Trípoli (Görögország)
Trípoli (görögül Τρίπολη, Trípoli, vagy Τρίπολις, Trípolis) város Görögországban, a Peloponnészoszi-félsziget központjában. A város Árkádia prefektúra, és egyben Peloponnészosz régió székhelye. Trípoli a prefektúra legnagyobb városa, és egyike Árkádia több fejlődő területének.

## Földrajz
Trípoli a Peloponnészoszi-félsziget belsejében található, ebből adódóan éghajlata kontinentális, vagyis a telek hidegebbek, mint Görögország tengerparti területein. Nyáron a hőmérséklet meghaladhatja a 40 °C-ot,    télen pedig -10 °C-nál is hidegebb lehet. A városban valaha mért legmagasabb hőmérséklet 44 °C, míg a leghidegebb -18 °C volt. Havazás októbertől áprilisig várható.  A hidegebb éghajlat köszönhető annak is, hogy a város viszonylag magasan helyezkedik el. Trípoli közelében van a félsziget harmadik legmagasabb pontja, a Ménalo, amely 1981 méter magas. A város Pátrától 144 km-re, Korinthosztól 78 km-re, Athéntól pedig 148 km-re található.

## Éghajlat
| Hónap                                            | Jan.  | Feb.  | Már.  | Ápr. | Máj. | Jún. | Júl. | Aug. | Szep. | Okt. | Nov. | Dec.  | Év    |
| ------------------------------------------------ | ----- | ----- | ----- | ---- | ---- | ---- | ---- | ---- | ----- | ---- | ---- | ----- | ----- |
| Rekord max. hőmérséklet (°C)                     | 20,4  | 24,2  | 25,4  | 29,8 | 36,6 | 39,8 | 42,2 | 39,8 | 35,4  | 33,8 | 26,8 | 22,6  | 42,2  |
| Átlagos max. hőmérséklet (°C)                    | 9,4   | 10,3  | 13,0  | 17,3 | 22,7 | 27,6 | 30,1 | 29,9 | 26,5  | 20,3 | 15,5 | 11,1  | 19,5  |
| Átlagos min. hőmérséklet (°C)                    | 0,9   | 1,4   | 2,6   | 5,1  | 8,2  | 11,9 | 14,3 | 14,4 | 11,7  | 8,2  | 5,0  | 2,7   | 7,2   |
| Rekord min. hőmérséklet (°C)                     | −17,0 | −15,8 | −16,0 | −4,0 | −0,2 | 4,0  | 7,6  | 7,8  | 0,4   | −2,6 | −5,8 | −11,0 | −17,0 |
| Átl. csapadékmennyiség (mm)                      | 119   | 100   | 72    | 59   | 35   | 25   | 19   | 16   | 25    | 79   | 114  | 148   | 811   |
| Forrás: Hellenic National Meteorological Service |       |       |       |      |      |      |      |      |       |      |      |       |       |

## Történelem

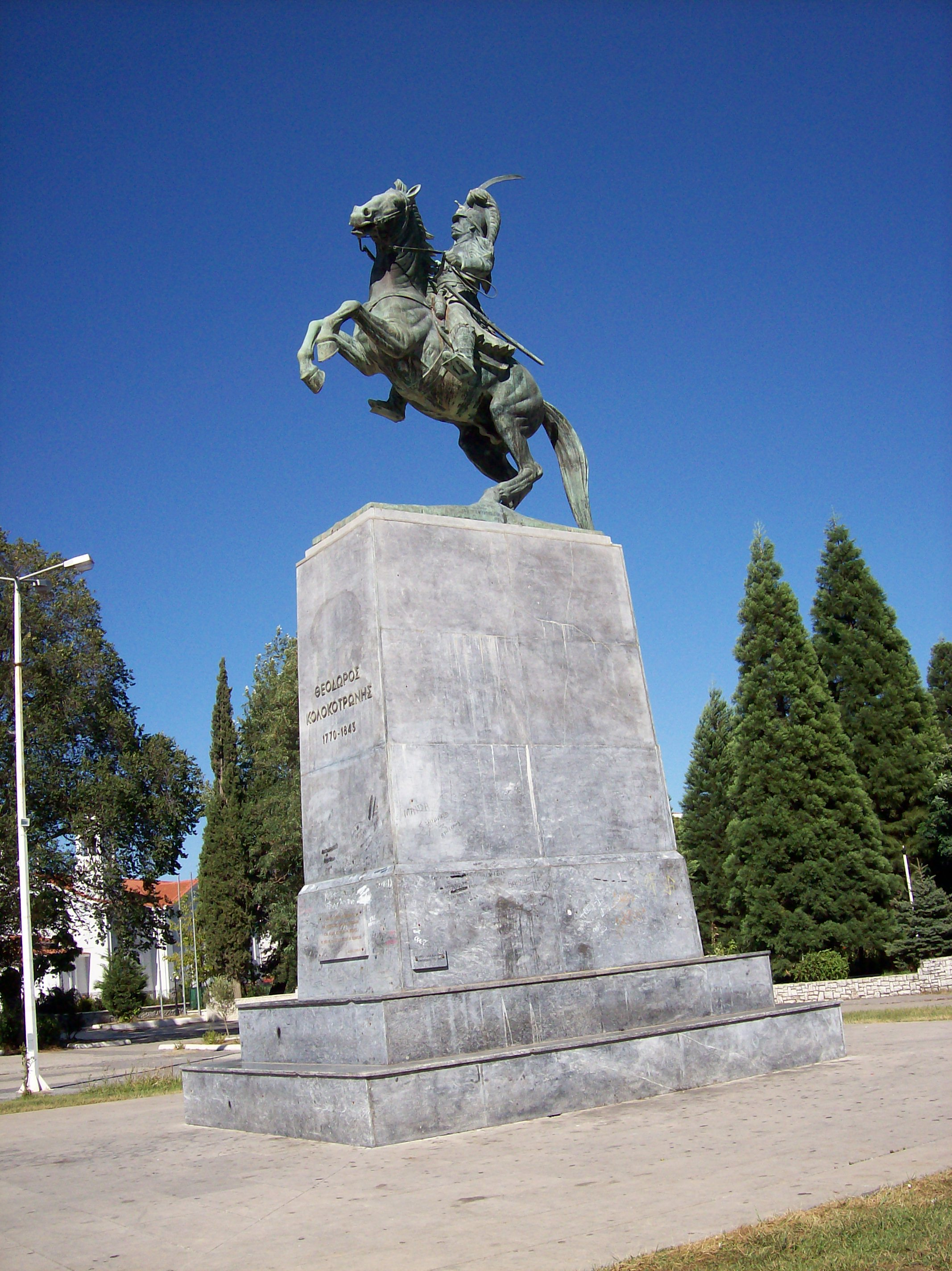
Theodoros Kolokotronis szobra Trípoliban

A város területe a középkorban vált lakott hellyé, Drobolica néven. Neve a délszláv nyelvből származik, melynek jelentése  a tölgyfák síksága. A mai város az Ottomán Birodalom idején, 1770-ben alapult Pallantion, Tegéa és Mantinéa falvak összevonásából. Neve is arra utal, hogy három településből született (trí = három, polisz = város).
Trípoli a görög forradalom előtt jelentős muszlim és zsidó lakossággal bírt. A forradalom elbukása után a törökök kiirtották a város teljes görög lakosságát megtorlásként. A görög szabadságharc alatt Trípoli volt az első fontos város, melyet a görög csapatok megszereztek Theodórosz Kolokotronisz generális vezetésével 1821-ben. A város elfoglalása után a muszlim lakosságot lemészárolták, és helyettük keresztény görögöket telepítettek le. 1825-ben Ibrahim pasa visszafoglalta a várost, amelyet ezután leromboltak és a keresztény lakosait megölték. A függetlenségi háború győzelme után megalakult a független görög állam, a várost újjáépítették, és az ország egyik legfőbb központja lett.

## A város napjainkban

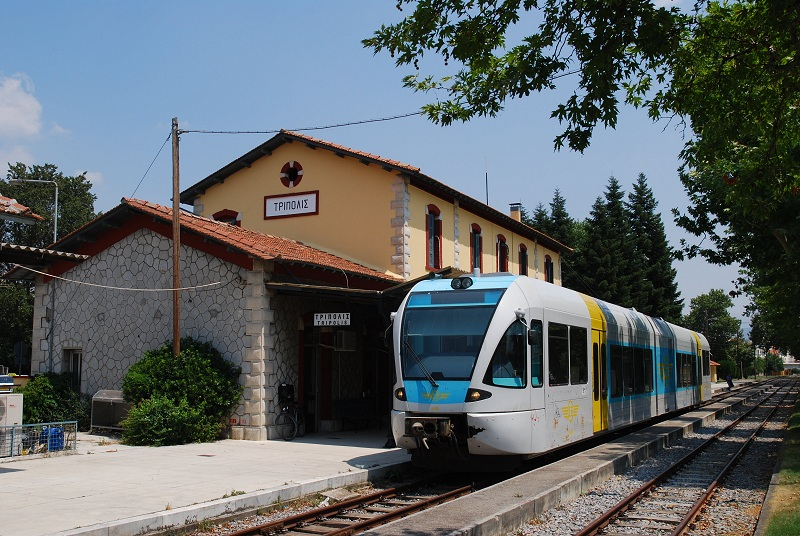
Trípoli vasútállomása

Trípoli környéke, a Ménalo hegység Görögország első számú síző-üdülőhelye kedvező éghajlati feltételei miatt. A város környéki kastélyok is, amelyek nagyrészt az ottomán uralom alatt épültek, sok látogatót vonzanak. Trípoli délnyugati részén épült a nagy jelentőséggel bíró ipari park. A város környékén van a görög hadsereg, és a görög légierő főhadiszállása is. Trípoliban található a Peloponnészoszi Egyetem, emellett a város helyet ad még két főiskolának is. Trípoli fontos vasútvonalon fekszik, amely Athént köti össze a Peloponnészoszi-félsziget nyugati partjával. A város híres futballcsapata az Asztérasz Trípoli F.C.

## Trípoli a modern kultúrában
- Trípoli (Tripolitsa) neve elhangzik Irene Papas és Vangelis Odes című albumában: „We are going to conquer Tripolitsa”[3] (Elhatároztuk, hogy meghódítjuk Trípolit.)

## Testvérvárosai
- Büblosz, Libanon

## Fordítás
- Ez a szócikk részben vagy egészben  a   Tripoli, Greece című angol Wikipédia-szócikk ezen változatának fordításán alapul.  Az eredeti cikk szerkesztőit annak laptörténete sorolja fel. Ez a jelzés csupán a megfogalmazás eredetét és a szerzői jogokat jelzi, nem szolgál a cikkben szereplő információk forrásmegjelöléseként.